# Anthony Mann
Anthony Mann, właśc. Emil Anton Bundmann (ur. 30 czerwca 1906 w San Diego, zm. 29 kwietnia 1967 w Berlinie) – amerykański reżyser filmowy, producent i aktor.

## Życiorys
W latach 30. występował na scenach broadwayowskich. W 1938 znalazł zatrudnienie w Hollywood. W 1942 zaczął pracować jako asystent reżysera, później pracował przy niskobudżetowych filmach noir (m.in. Konflikt na granicy). Dzięki nim jego nazwisko stało się rozpoznawalne w filmowym świecie.
Mann uchodzi za jednego z najwybitniejszych specjalistów od westernu w historii kina. Nakręcił szereg filmów z Jamesem Stewartem w roli głównej: Winchester ’73 (1950), Zakole rzeki (1952), Naga ostroga (1953), Daleki kraj (1954) czy Mściciel z Laramie (1955). Pracował także z Henrym Fondą (Gwiazda szeryfa, 1957), Garym Cooperem (Człowiek z Zachodu, 1958) i Glennem Fordem (Cimarron, 1960).
W latach 60. realizował wielkie widowiska. Najpierw powstał Cyd (1961) z Charltonem Hestonem w roli legendarnego kastylijskiego rycerza Rodrigo Díaza de Vivara. Trzy lata później wyreżyserował Upadek Cesarstwa Rzymskiego. W obydwu filmach główną rolę żeńską grała Sophia Loren.
Zmarł w Niemczech podczas kręcenia filmu szpiegowskiego A Dandy in Aspic. Przyczyną śmierci był atak serca.

## Reżyseria (wybór)
- 1945: Wielki Flamarion (The Great Flamarion)
- 1949: Konflikt na granicy (Border Incident)
- 1950: Winchester ’73
- 1952: Zakole rzeki (Bend of the River)
- 1953: Naga ostroga (The Naked Spur)
- 1954: Daleki kraj (The Far Country)
- 1955: Mściciel z Laramie (The Man from Laramie)
- 1957: Gwiazda szeryfa (The Tin Star)
- 1958: Człowiek z Zachodu (Man of the West)
- 1960: Cimarron
- 1961:  Cyd (El Cid)
- 1964: Upadek Cesarstwa Rzymskiego (The Fall of the Roman Empire)
- 1965: Bohaterowie Telemarku (The Heroes of Telemark)
- 1968: A Dandy in Aspic